# Liste der Bodendenkmale in Kampen (Sylt)
In der Liste der Bodendenkmale in Kampen (Sylt) sind die Bodendenkmale der Gemeinde Kampen (Sylt) nach dem Stand der Bodendenkmalliste des Archäologischen Landesamts Schleswig-Holstein von 2016 aufgelistet. Die Baudenkmale sind in der Liste der Kulturdenkmale in Kampen (Sylt) aufgeführt.
| Denkmal-ID           | Befundart               | Bezeichnung                                         | Zeitstellung                            | Lage | Bemerkungen | Bild |
| -------------------- | ----------------------- | --------------------------------------------------- | --------------------------------------- | ---- | ----------- | ---- |
| aKD-ALSH-Nr. 001 220 | Grabmal > Großsteingrab | Steinkammer                                         | Neolithikum                             |      |             |      |
| aKD-ALSH-Nr. 001 221 | Grabmal > Grabhügel     | Grabhügel                                           | Vor- und/oder Frühgeschichte            |      |             |      |
| aKD-ALSH-Nr. 001 222 | Grabmal > Grabhügel     | Grabhügel                                           | Vor- und/oder Frühgeschichte            |      |             |      |
| aKD-ALSH-Nr. 001 223 | Grabmal > Grabhügel     | Grabhügel                                           | Vor- und/oder Frühgeschichte            |      |             |      |
| aKD-ALSH-Nr. 001 224 | Grabmal > Grabhügel     | Grabhügel                                           | Vor- und/oder Frühgeschichte            |      |             |      |
| aKD-ALSH-Nr. 001 225 | Grabmal > Grabhügel     | Grabhügel                                           | Vor- und/oder Frühgeschichte            |      |             |      |
| aKD-ALSH-Nr. 001 226 | Grabmal > Grabhügel     | Grabhügel                                           | Vor- und/oder Frühgeschichte            |      |             |      |
| aKD-ALSH-Nr. 001 227 | Grabmal > Grabhügel     | Grabhügel                                           | Vor- und/oder Frühgeschichte            |      |             |      |
| aKD-ALSH-Nr. 001 228 | Grabmal > Grabhügel     | Grabhügel                                           | Vor- und/oder Frühgeschichte            |      |             |      |
| aKD-ALSH-Nr. 001 229 | Grabmal > Langbett      | Langbett/Steinreihe                                 | Neolithikum                             |      |             |      |
| aKD-ALSH-Nr. 001 230 | Grabmal > Grabhügel     | Grabhügel                                           | Vor- und/oder Frühgeschichte            |      |             |      |
| aKD-ALSH-Nr. 001 231 | Grabmal > Grabhügel     | Grabhügel                                           | Vor- und/oder Frühgeschichte            |      |             |      |
| aKD-ALSH-Nr. 001 232 | Grabmal > Grabhügel     | Grabhügel                                           | Vor- und/oder Frühgeschichte            |      |             |      |
| aKD-ALSH-Nr. 001 233 | Grabmal > Grabhügel     | Grabhügel                                           | Vor- und/oder Frühgeschichte            |      |             |      |
| aKD-ALSH-Nr. 001 234 | Grabmal > Grabhügel     | Grabhügel                                           | Vor- und/oder Frühgeschichte            |      |             |      |
| aKD-ALSH-Nr. 001 235 | Grabmal > Grabhügel     | Grabhügel                                           | Vor- und/oder Frühgeschichte            |      |             |      |
| aKD-ALSH-Nr. 001 236 | Grabmal > Grabhügel     | Grabhügel „Stapelhoog“                              | Vor- und/oder Frühgeschichte            |      |             |      |
| aKD-ALSH-Nr. 001 237 | Grabmal > Grabhügel     | Grabhügel                                           | Vor- und/oder Frühgeschichte            |      |             |      |
| aKD-ALSH-Nr. 001 238 | Grabmal > Grabhügel     | Grabhügel                                           | Vor- und/oder Frühgeschichte            |      |             |      |
| aKD-ALSH-Nr. 001 239 | Grabmal > Langbett      | Langbett/Steinreihe                                 | Neolithikum                             |      |             |      |
| aKD-ALSH-Nr. 001 240 | Grabmal > Langbett      | Langbett/Steinreihe „Börd“                          | Neolithikum                             |      |             |      |
| aKD-ALSH-Nr. 001 241 | Grabmal > Grabhügel     | Grabhügel                                           | Vor- und/oder Frühgeschichte            |      |             |      |
| aKD-ALSH-Nr. 001 242 | Grabmal > Grabhügel     | Grabhügel                                           | Vor- und/oder Frühgeschichte            |      |             |      |
| aKD-ALSH-Nr. 001 243 | Grabmal > Grabhügel     | Grabhügel                                           | Vor- und/oder Frühgeschichte            |      |             |      |
| aKD-ALSH-Nr. 001 244 | Grabmal > Grabhügel     | Grabhügel                                           | Vor- und/oder Frühgeschichte            |      |             |      |
| aKD-ALSH-Nr. 001 245 | Grabmal > Grabhügel     | Grabhügel                                           | Vor- und/oder Frühgeschichte            |      |             |      |
| aKD-ALSH-Nr. 001 246 | Grabmal > Grabhügel     | Grabhügel                                           | Vor- und/oder Frühgeschichte            |      |             |      |
| aKD-ALSH-Nr. 001 247 | Grabmal > Grabhügel     | Grabhügel                                           | Vor- und/oder Frühgeschichte            |      |             |      |
| aKD-ALSH-Nr. 001 248 | Grabmal > Grabhügel     | Grabhügel                                           | Vor- und/oder Frühgeschichte            |      |             |      |
| aKD-ALSH-Nr. 001 249 | Grabmal > Grabhügel     | Grabhügel „Gonnenhoog“                              | Vor- und/oder Frühgeschichte            |      |             |      |
| aKD-ALSH-Nr. 001 250 | Grabmal > Grabhügel     | Grabhügel „Hünshoog“                                | Vor- und/oder Frühgeschichte            |      |             |      |
| aKD-ALSH-Nr. 001 251 | Grabmal > Grabhügel     | Grabhügel „Litj Brönshoog“                          | Vor- und/oder Frühgeschichte            |      |             |      |
| aKD-ALSH-Nr. 001 252 | Grabmal > Grabhügel     | Grabhügel „Gurt Bröndshoog“                         | Vor- und/oder Frühgeschichte            |      |             |      |
| aKD-ALSH-Nr. 001 253 | Grabmal > Grabhügel     | Grabhügel „Gurt Jüdelhoog“                          | Vor- und/oder Frühgeschichte            |      |             |      |
| aKD-ALSH-Nr. 001 254 | Grabmal > Grabhügel     | Grabhügel „Litj Jüdelhoog“                          | Vor- und/oder Frühgeschichte            |      |             |      |
| aKD-ALSH-Nr. 001 255 | Grabmal > Grabhügel     | Grabhügel                                           | Vor- und/oder Frühgeschichte            |      |             |      |
| aKD-ALSH-Nr. 001 256 | Grabmal > Grabhügel     | Grabhügel                                           | Vor- und/oder Frühgeschichte            |      |             |      |
| aKD-ALSH-Nr. 001 257 | Grabmal > Grabhügel     | Grabhügel                                           | Vor- und/oder Frühgeschichte            |      |             |      |
| aKD-ALSH-Nr. 001 258 | Grabmal > Langbett      | Langbett/Steinreihe                                 | Neolithikum                             |      |             |      |
| aKD-ALSH-Nr. 001 259 | Grabmal > Grabhügel     | Grabhügel                                           | Vor- und/oder Frühgeschichte            |      |             |      |
| aKD-ALSH-Nr. 001 260 | Grabmal > Grabhügel     | Grabhügel                                           | Vor- und/oder Frühgeschichte            |      |             |      |
| aKD-ALSH-Nr. 001 261 | Befestigung > Wall      | Landwehr/Wall/Schanze/Panzergraben „De swatte Wall“ | Frühgeschichte, Neuzeit, Zeitgeschichte |      |             |      |
| aKD-ALSH-Nr. 001 262 | Grabmal > Großsteingrab | Steinkammer                                         | Neolithikum                             |      |             |      |
| aKD-ALSH-Nr. 001 263 | Grabmal > Grabhügel     | Grabhügel                                           | Vor- und/oder Frühgeschichte            |      |             |      |